# Marie Deluil-Martiny
Marie Deluil-Martiny (28 de maio de 1841 - 27 de fevereiro de 1884) foi uma religiosa professa católica romana francesa e fundadora das Filhas do Coração de Jesus - ela assumiu o nome religioso de "Maria de Jesus" na época de sua profissão como uma freira. O jardineiro da ordem - um anarquista - atirou nela em 1884.
Seu processo de beatificação começou sob o Papa Bento XV em 1921 e, portanto, ela foi feita Serva de Deus, sendo nomeada Venerável em 23 de outubro de 1987, depois que o Papa João Paulo II confirmou sua virtude heróica. O mesmo papa a beatificou em 22 de outubro de 1989.

## Vida
Marie Deluil-Martiny nasceu em 28 de maio de 1841 na França como a mais velha de cinco filhos de Paul Deluil-Martiny; o pai dela serviu no escritório jurídico. Ela tinha um irmão e três irmãs - a última das quais foi Clemence (1849-1859). Ela foi batizada horas depois de seu nascimento com o nome de "Marie-Caroline-Philomène".  O lado materno tinha uma série de membros que eram freiras. Ela também era sobrinha-neta da Serva de Deus Madeleine Rémuzat (1696-1730).
Sua educação começou aos onze anos, supervisionada por freiras.
Antes da recepção de sua primeira comunhão, seus pais a enviaram a um convento em Marselha para se preparar para o sacramento. Certa vez, ela interrompeu as atividades recreativas e chamou uma amiga - Angélica - e confidenciou sua felicidade pela iminente recepção da Eucaristia e permaneceu absorta nesse pensamento por vários momentos. Recebeu a primeira comunhão em 22 de dezembro de 1853 e mais tarde recebeu o sacramento da Confirmação em 29 de janeiro de 1854 do bispo de Marselha, Eugène de Mazenod.
Ela decidiu ir ouvir João Maria Vianney pregar, mas devido ao grande número de pessoas não conseguiu encontrá-lo. No entanto, os dois mais tarde se conheceram quando ela o encontrou ajoelhado na igreja; os dois falaram de sua vocação e ele a encorajou a esse respeito. Ela voltou - em 1859 - para saber que sua irmã Clemence havia morrido de uma doença após o recebimento de sua primeira comunhão. Duas irmãs e seu único irmão morreram depois disso, o que a deixou sozinha com seus pais. Suas duas avós o seguiram em algum momento da década de 1860.
Em 9 de março de 1864, ela fundou a Associação da Guarda de Honra do Sagrado Coração - agora Associação da Presença de Cristo - que recebeu o status canônico em 7 de junho de 1872.
Ela foi convidada em 1865 para fazer um retiro espiritual por ocasião da celebração da beatificação de Margarida Marie Alacoque pelo Papa Pio IX. Em dezembro de 1866, ela ouviu o padre jesuíta Jean Calage (1805-1888) pregar sobre o tema do Sagrado Coração e, assim, revelou-lhe seu desejo de entrar na vida religiosa - ele se tornou seu diretor espiritual. Ela havia passado várias horas discernindo isso na frente do Tabernáculo. Ela fez um voto solene de permanecer casta em 8 de dezembro de 1867 - a Festa da Imaculada Conceição.
Em 20 de junho de 1873 - a conselho de Calage - ela fundou as Filhas do Coração de Jesus em Berchem e em 1875 completou a redação de sua constituição segundo o carisma de Inácio de Loyola. Recebeu a aprovação diocesana em 2 de fevereiro de 1876 do Cardeal Victor-Auguste-Isidor Deschamps. Os primeiros religiosos - entre os quais Martiny - emitiram os votos em 22 de agosto de 1878. Ela estabeleceu seu primeiro convento em 24 de junho de 1879.
Em novembro de 1883, ela contratou o pobre Louis Chave (nascido em 1862) como jardineiro no convento para melhorar a sua sorte. Mas Chave demonstrou sua preguiça e sua natureza rude e exigente. As coisas pioraram quando foi revelado que Chave era anarquista. Em 27 de fevereiro de 1884 - quarta-feira de cinzas - ele esperou em uma emboscada enquanto ela e os religiosos passavam durante a recreação. Ele saltou quando ela falou palavras gentis com ele e ele a agarrou e atirou nela duas vezes à queima-roupa com um revólver; isto a feriu na artéria carótida que a fez desabar e - antes de morrer - murmurou: "Eu o perdôo ... pelo Instituto".
Seus restos mortais foram enterrados com seus pais e irmãos em Marselha, mas foram posteriormente transferidos para Berchem em 1899 e, em seguida, exumados para inspeção canônica (como parte do processo de beatificação) em 4 de março de 1989, quando seus restos mortais foram encontrados intactos e flexíveis. Seus restos mortais foram posteriormente transferidos para Roma em 28 de setembro de 2013.
Em 2005, havia um total de 50 religiosos em 6 casas em nações como a Áustria e a Croácia. A ordem recebeu o decreto papal de louvor em 25 de fevereiro de 1888 e a plena aprovação papal do Papa Leão XIII em 2 de fevereiro de 1902.

## Beatificação
O processo de beatificação teve início com um processo informativo que teve início em Marselha e em Mechelen-Bruxelas. Seu diário espiritual - entre outros escritos - foi coletado para que os teólogos os aprovassem como sendo de natureza ortodoxa e não em contradição com a doutrina. Um processo apostólico durou de 1922 até 1924 e ambos os processos foram validados pela Congregação dos Ritos em 3 de junho de 1924.
Ela se tornou uma Serva de Deus - em 25 de maio de 1921 - depois que a causa foi aberta em um nível formal sob o Papa Bento XV. O último título marcou a introdução formal e foi a primeira etapa do processo.
A Congregação para as Causas dos Santos recebeu a Positio em 1987 e a passou para os teólogos consultores para sua aprovação antes de se reunirem para discutir a causa eles próprios - ambos os grupos se encontraram em 1987 e responderam afirmativamente. O Papa João Paulo II declarou-a Venerável em 23 de outubro de 1987, depois de confirmar que o falecido religioso viveu uma vida de virtudes heroicas.
O milagre necessário para a beatificação foi investigado onde aconteceu e recebeu a validação CCS em 26 de fevereiro de 1988. Um conselho médico concordou com o milagre em 9 de novembro de 1988, enquanto teólogos o seguiram em 7 de março de 1989 e a CCS teve seu voto em 6 de junho de 1989. O papa aprovou em 7 de setembro de 1989 e a beatificou em 22 de outubro de 1989.